# Ernst Leonard Lindelöf
Ernst Leonard Lindelöf (Helsinki, 7 de marzo de 1870 — Helsinki, 4 de junio de 1946) fue un matemático finlandés que trabajó fundamentalmente en análisis complejo y ecuaciones diferenciales.

## Biografía
Ernst Lindelöf era hijo del matemático y astrónomo Lorenz Leonard Lindelöf y hermano del filólogo Uno Lorenz Lindelöf. Realizó sus estudios en la Universidad de Helsinki, donde defendió su tesis doctoral en 1893, bajo la dirección de Hjalmar Mellin. Posteriormente se convirtió en asistente y después en profesor de matemáticas en 1903.
Fue miembro de la Sociedad finlandesa de las ciencias y las letras.
Dirigió un gran número de tesis, entre ellas las de Rolf Nevanlinna, Lars Ahlfors, Kalle Väisälä y de Pekka Myrberg.
Diversos teoremas llevan su nombre, entre ellos teorema de Picard-Lindelöf y el Espacio de Lindelöf, así como también el asteroide (1407) Lindelöf.